# 凤冠雉属
鳳冠雉屬为雞形目凤冠雉科的一个属。本屬鳥類分布於中美洲及南美洲，目前下屬7個物種。

## 命名與分類
該屬是由瑞典動物學家卡尔·林奈於其《自然系統》第十版建立的屬之一。其模式種由美國鳥類學家羅伯特·里奇韋於1896年指定為大鳳冠雉。屬名來源林奈當時未有加以解釋，但可能來自於古希臘語的（意指「頭」）或是（意指「角」）。本屬大約自晚中新世時期（約9—10百萬年前）獨立於其他屬開始分化。

## 下属物种
本属包括以下物种：
- 大鳳冠雉 Crax rubra Linnaeus, 1758
- 藍瘤鳳冠雉 Crax alberti Fraser, 1852
- 黃瘤鳳冠雉 Crax daubentoni Gray, GR, 1867
- 黑鳳冠雉 Crax alector Linnaeus, 1766
- 肉垂鳳冠雉 Crax globulosa Spix, 1825
- 裸臉鳳冠雉 Crax fasciolata Spix, 1825
- 紅嘴鳳冠雉 Crax blumenbachii Spix, 1825

## 外部連結
- 维基共享资源上的相關多媒體資源：凤冠雉属
- 維基物種上的相關：凤冠雉属